# Jens Heppner
Jens Heppner (Gera, 23 dicembre 1964) è un dirigente sportivo ed ex ciclista su strada tedesco.
Professionista dal 1991 al 2005, fu campione nazionale in linea e indossò per dieci giorni la maglia rosa al Giro d'Italia 2002.

## Carriera
Passato professionista nel 1991 a 27 anni con la squadra olandese Panasonic-Sportlife, è stato un ottimo passista e per anni gregario di Jan Ullrich al Team Telekom. I risultati più importanti da lui conseguiti sono la vittoria nella prova in linea dei campionati tedeschi su strada 1994 e nella terza tappa del Tour de France 1998. Al Giro d'Italia 2002 è riuscito a vestire per dieci giorni la maglia rosa, conquistata dopo una lunga fuga nella sesta tappa con arrivo a Varazze, vinta da Giovanni Lombardi. Si è ritirato dall'attività agonistica nell'agosto 2005 a quasi 41 anni di età, per intraprendere quindi per due anni l'attività di direttore sportivo alla Wiesenhof-Akud. Dal 2010 al 2013 è invece nello staff dirigenziale del Team NetApp-Endura.

## Palmarès
- 1985

3ª tappa Circuit Franco-Belge
- 1986

2ª tappa Sachsen-Tour International
- 1987

Classifica generale Hessen-Rundfahrt
2ª tappa Sachsen-Tour International
5ª tappa Sachsen-Tour International
Classifica generale Sachsen-Tour International
- 1989

4ª tappa Österreich-Rundfahrt
- 1994

Campionati tedeschi, Pova in linea
1ª tappa Tour du Limousin
Classifica generale Tour du Limousin
- 1995

2ª tappa Tour du Limousin
- 1996

1ª tappa Regio-Tour
- 1997

5ª tappa Critérium du Dauphiné Libéré
- 1998

3ª tappa Tour de France
- 1999

Rund um Köln
Classifica generale Deutschland Tour
- 2000

1ª tappa Deutschland Tour

### Altri successi
- 2000

1ª tappa Tour de Suisse (Cronosquadre)

## Piazzamenti

### Grandi Giri
- Giro d'Italia

1992: 27º
1993: ritirato (17ª tappa)
1994: 58º
1995: ritirato (15ª tappa)
2002: non partito (18ª tappa)
- Tour de France

1992: 10º
1993: 62º
1994: 60º
1995: 66º
1996: 88º
1997: 60º
1998: 56º
2000: 40º
2001: ritirato (16ª tappa)

### Classiche monumento
- Milano-Sanremo

1995: 18º
1996: 49º
1998: 84º
- Liegi-Bastogne-Liegi

1993: 38º
1994: 70º
1996: 50º
1997: 71º
1998: 74º
2000: 66º
2001: 52º
2002: 28º
- Giro di Lombardia

1991: 32º
1993: 49º

### Competizioni mondiali
- Campionati del mondo

Utsunomiya 1990 - In linea:
Stoccarda 1991 - In linea: 39º
Benidorm 1992 - In linea: 11º
Oslo 1993 - In linea: ritirato
Agrigento 1994 - In linea: 34º